# Nosy Hara
Nosy Hara is een eiland van Madagaskar gelegen in het uiterste noorden in de Straat Mozambique, Indische Oceaan in het Nosy Hara-archipel. Het eiland behoort bij de regio Diana in de provincie Antsiranana.

## Natuur
Nosy Hara kent een mooie natuur en bevindt zich ongeveer 5 kilometer van de kust. Het heeft een lengte van 2 kilometer en een breedte van 600 meter en een oppervlakte van ongeveer 1 km². Het eiland is onbewoond en heeft als hoogste punt een piek van 100 meter.
Op dit eiland leeft de in 2007 ontdekte en 2012 beschreven Brookesia micra, de kleinste kameleon ter wereld. Ook zijn op dit eiland Madagaskardaggekko's te vinden. In de zee rondom het eiland is een koraalrif met roggen en zeeschildpadden.
Sinds 2007 is dit eiland met haar wateren daarom een zeereservaat.